# Rubus knappianus
Rubus knappianus är en rosväxtart som beskrevs av A.Spiers och J.D.Arm.. Rubus knappianus ingår i släktet rubusar, och familjen rosväxter. Inga underarter finns listade i Catalogue of Life.